# Tammingahuizen (waterschap)
Tammingahuizen is een voormalig waterschap in de provincie Groningen.
Het waterschap lag ten noordwesten van Ten Post, tussen het Damsterdiep en de Stadsweg, in de zogenaamde Schoenmakershorn. Het gemaal sloeg uit op het Damsterdiep en stond even ten noorden van de plek waar de N360 dit kanaal kruist.
Waterstaatkundig gezien ligt het gebied sinds 2000 binnen dat van het waterschap Noorderzijlvest.

## Naam
De polder ontleent zijn naam aan de borg Tammingahuizen.